# Turmantas
Turmantas (in polacco Turmont) è un centro abitato del distretto di Zarasai della contea di Utena, nel nord-est della Lituania al confine con la Lettonia. Secondo un censimento del 2011, la popolazione ammonta a 286 abitanti. È il centro più popoloso dell’omonima seniūnija.

## Storia

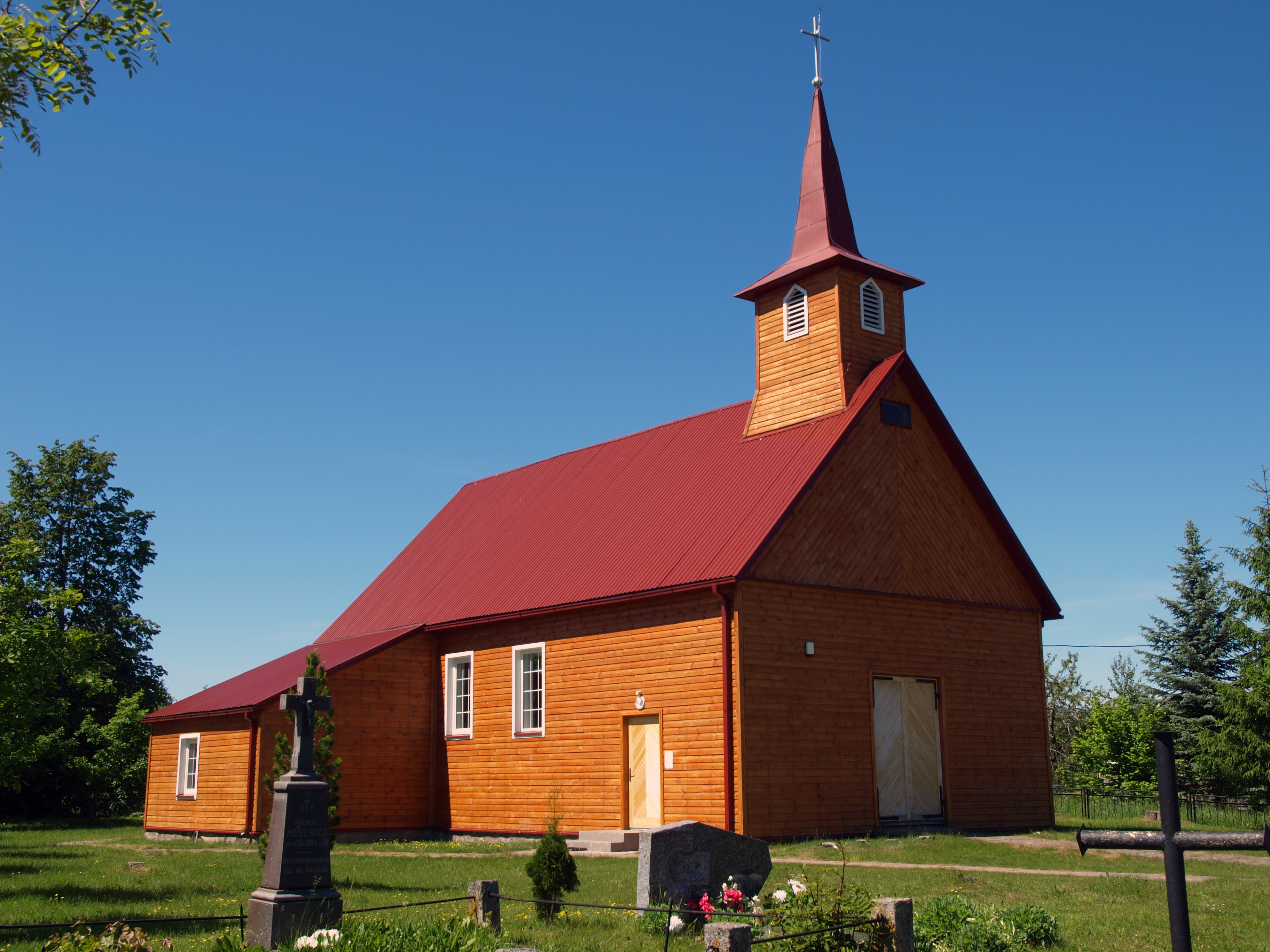
Chiesa del Sacro Cuore di Gesù

L’insediamento si è formato nel 1798. sul confine con la Lettonia e non lontano dalla frontiera bielorussa. È oggi attraversato dalla linea ferroviaria Varsavia-San Pietroburgo: quest'ultima ne ha decisamente favorito la costituzione. La presenza antropica è infatti aumentata dal 1862, anno di completamento della ferrovia. Nel corso della guerra polacco-lituana ha finito per rientrare nella Seconda Repubblica di Polonia tra il 1920 e il 1939.  Durante quel periodo storico, è stata edificata una chiesa cattolica in legno e pietra, una chiesa ortodossa dai vecchi credenti e una scuola per favorire l'istruzione.

## Galleria d’immagini

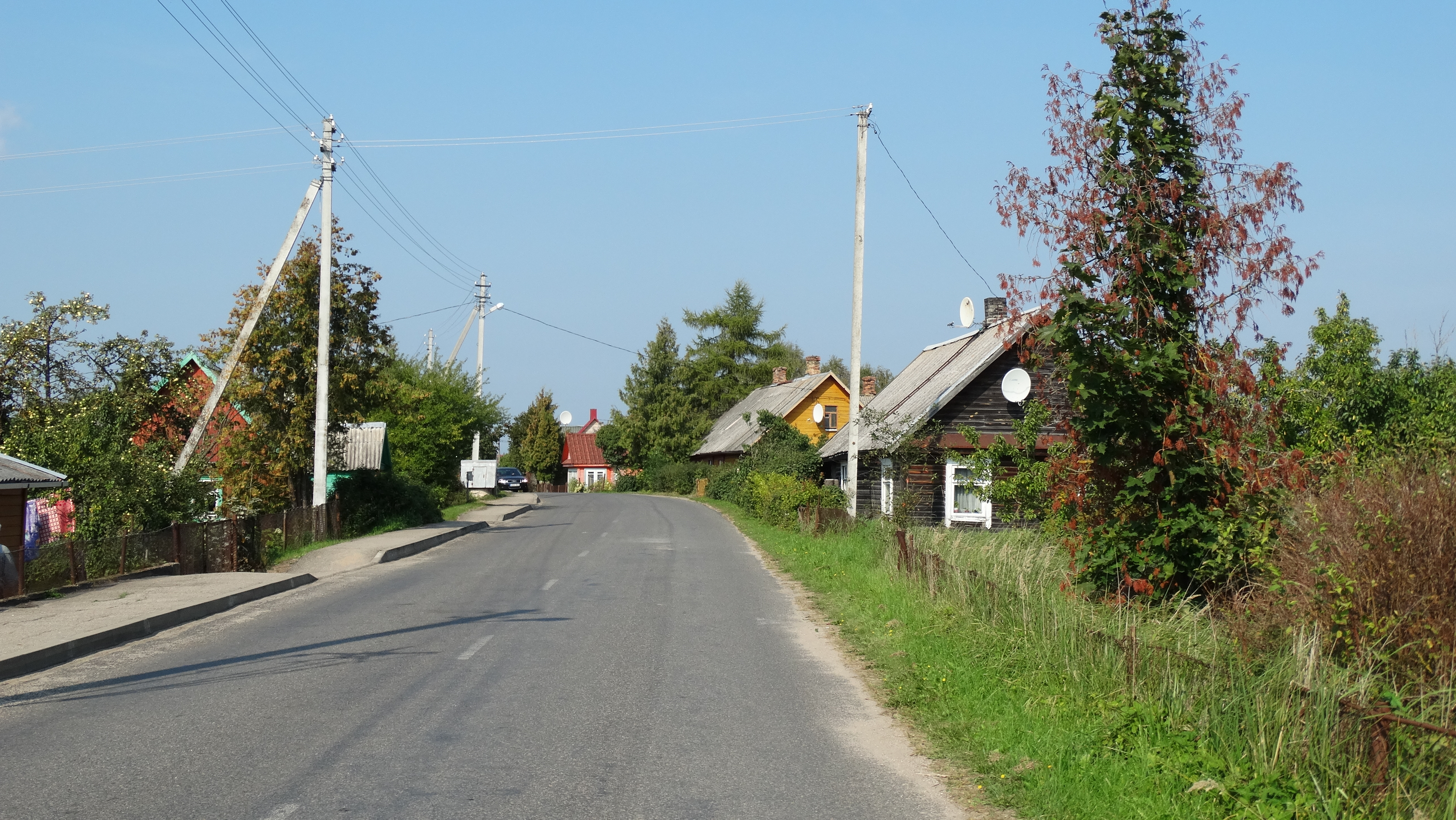
Strada cittadina
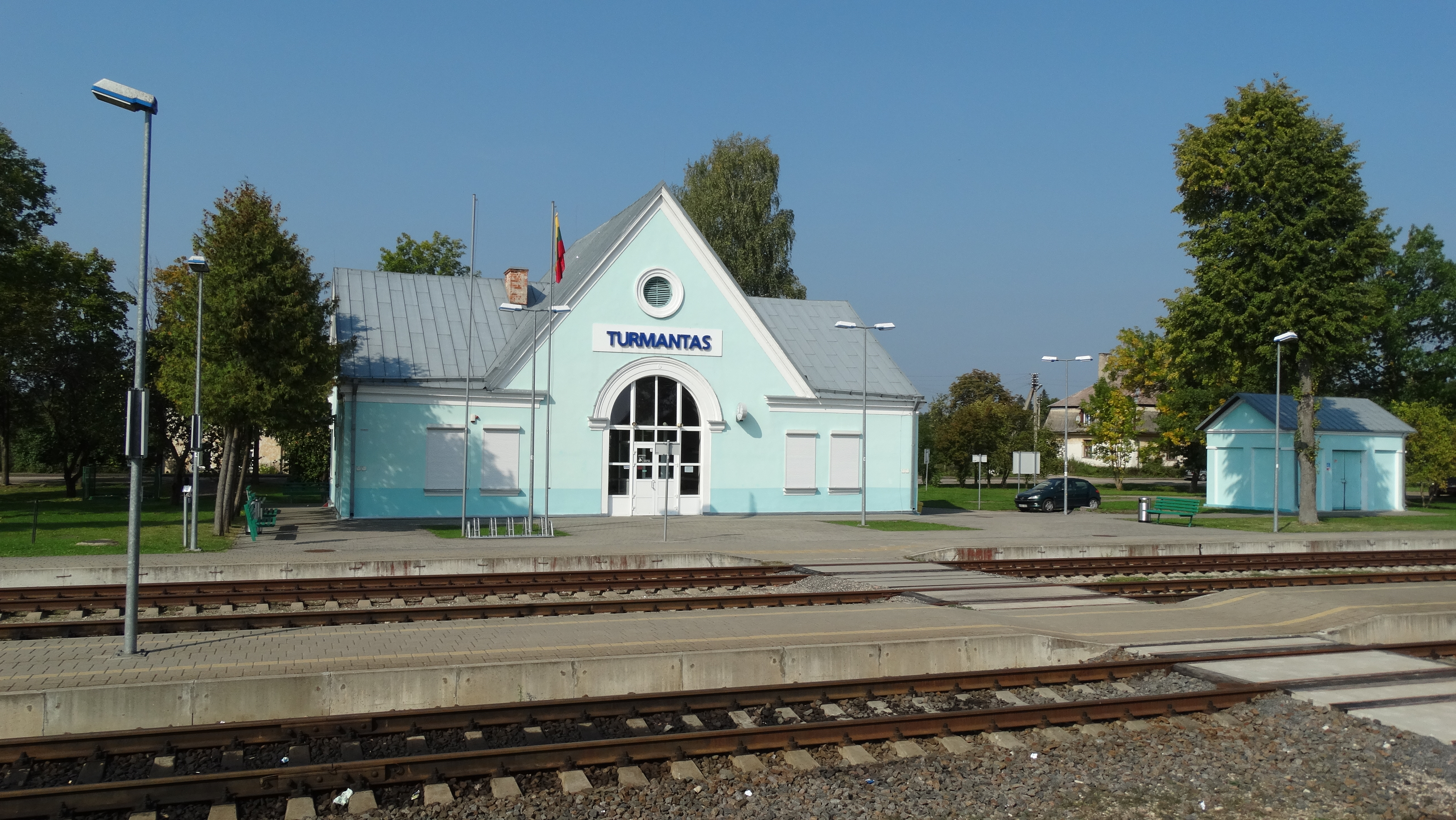
Stazione ferroviaria
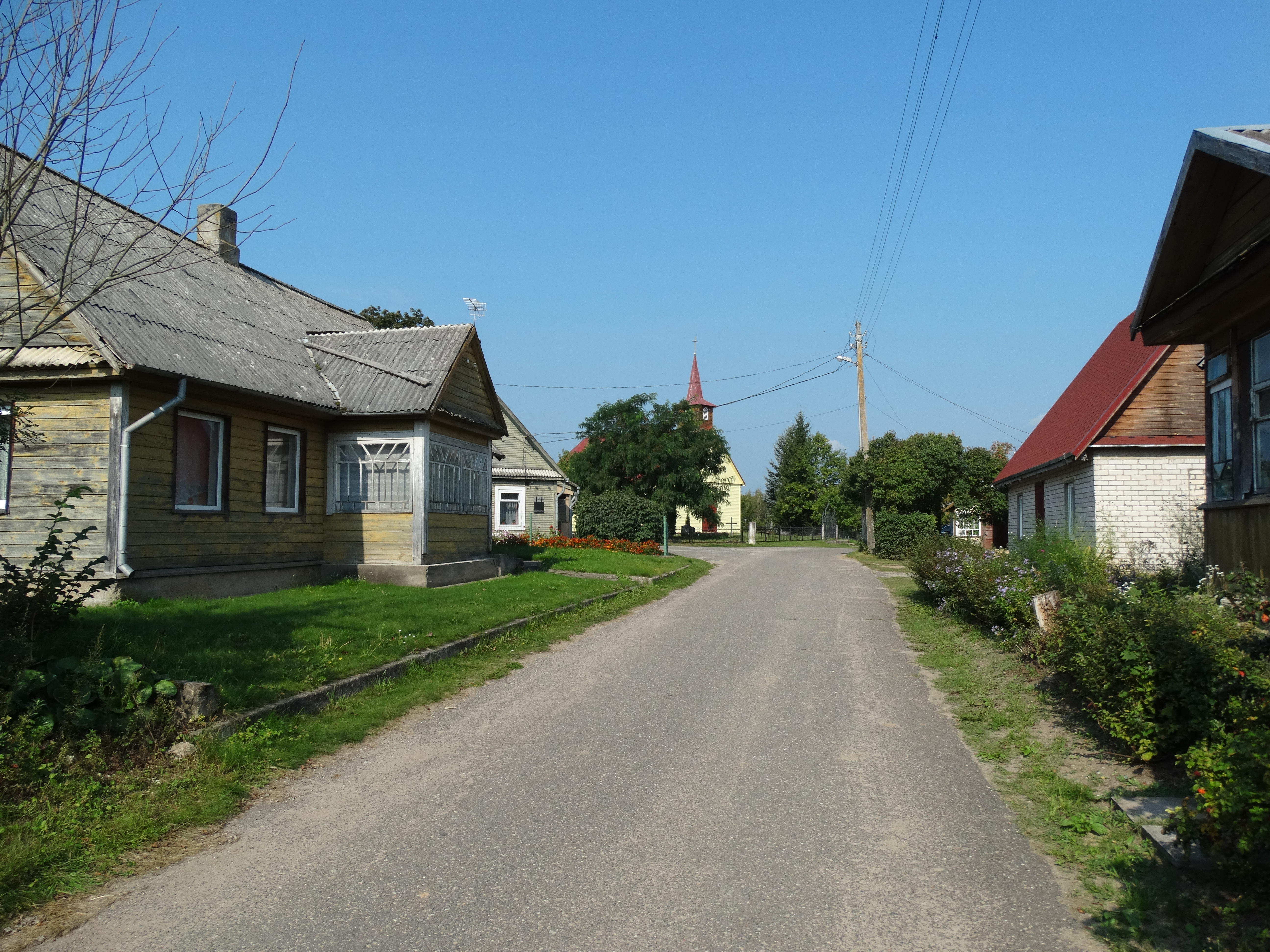
Strada vicino alla chiesa
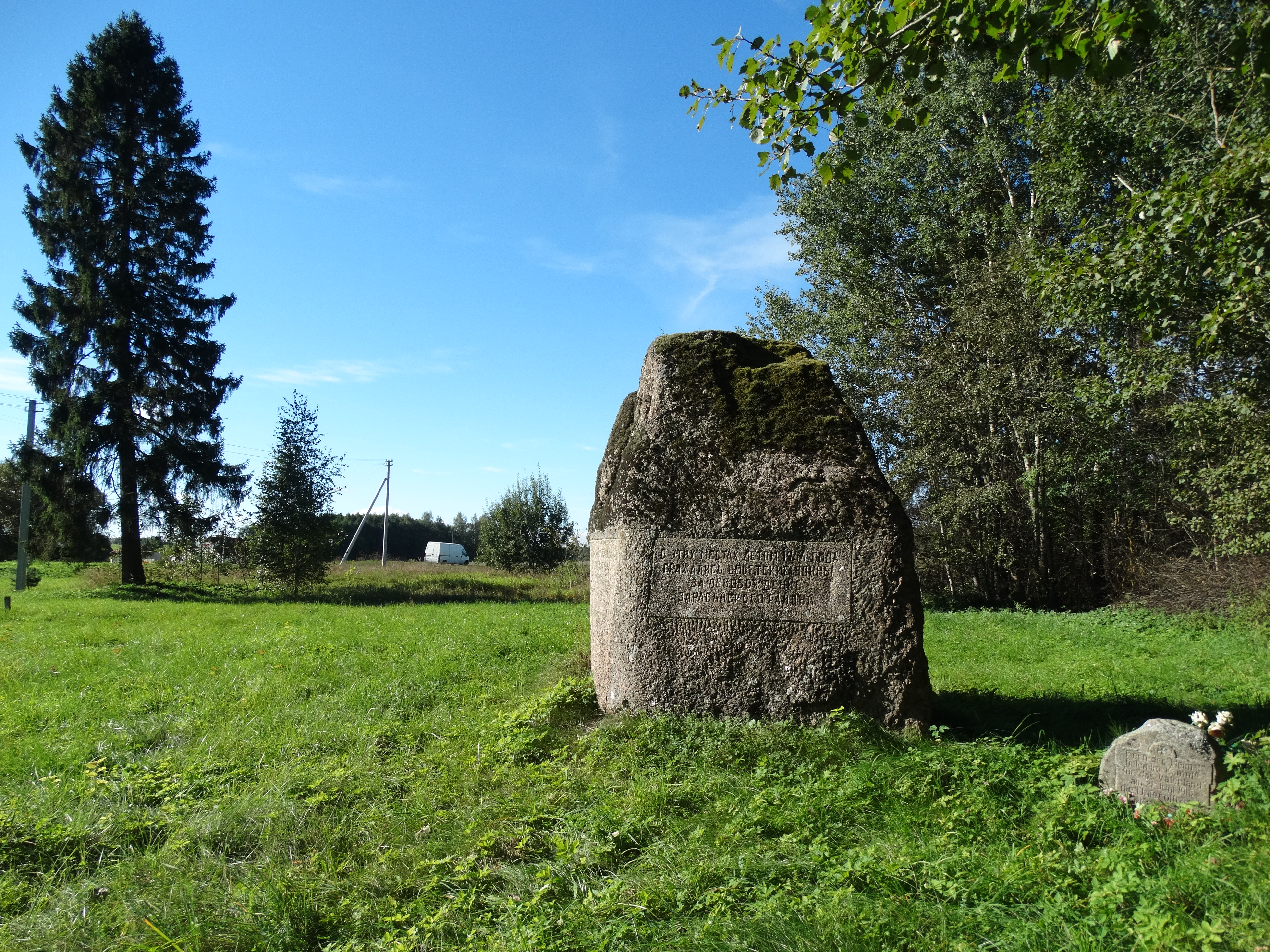
Pietra nel cimitero tedesco
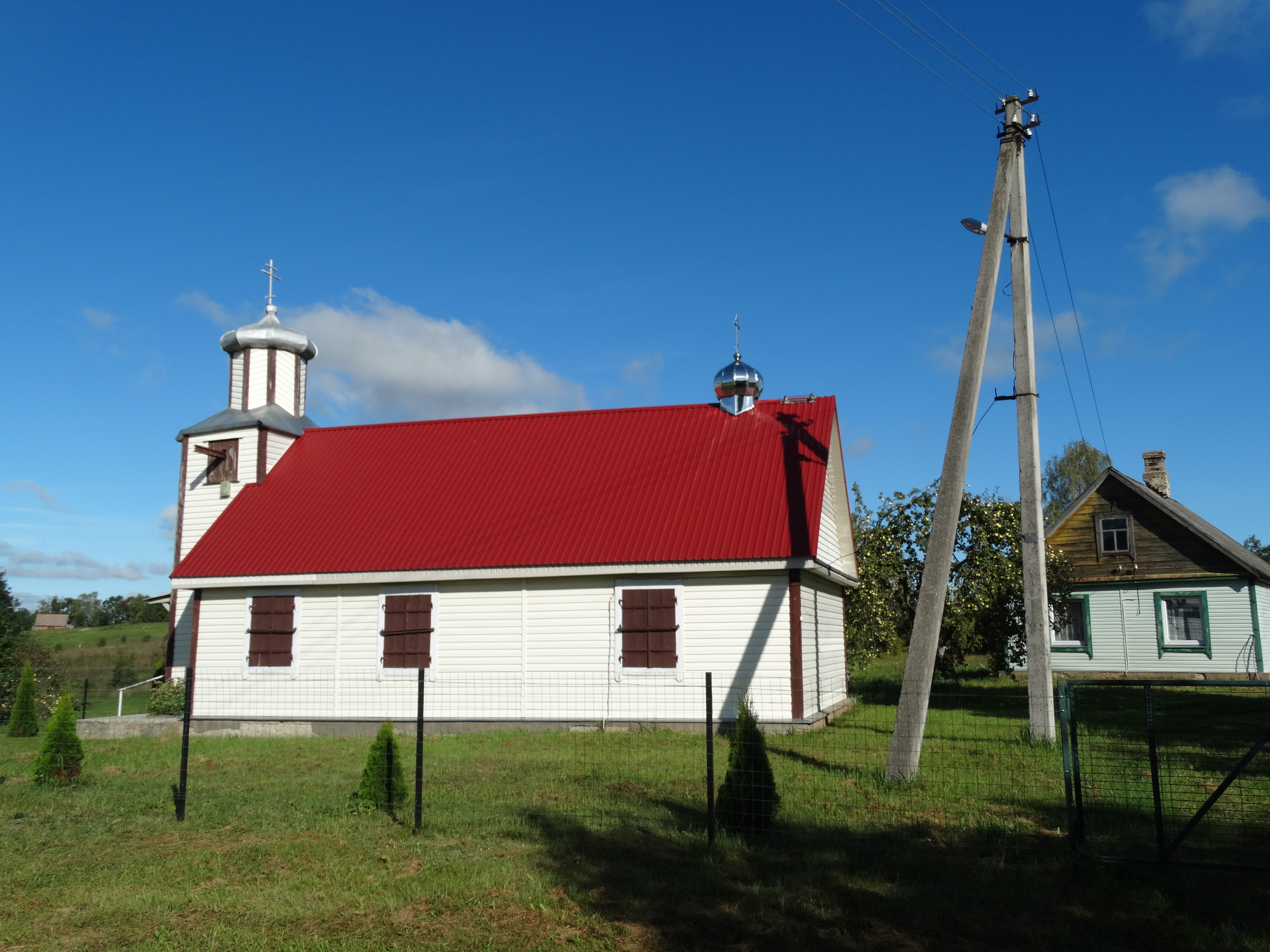
Chiesa ortodossa
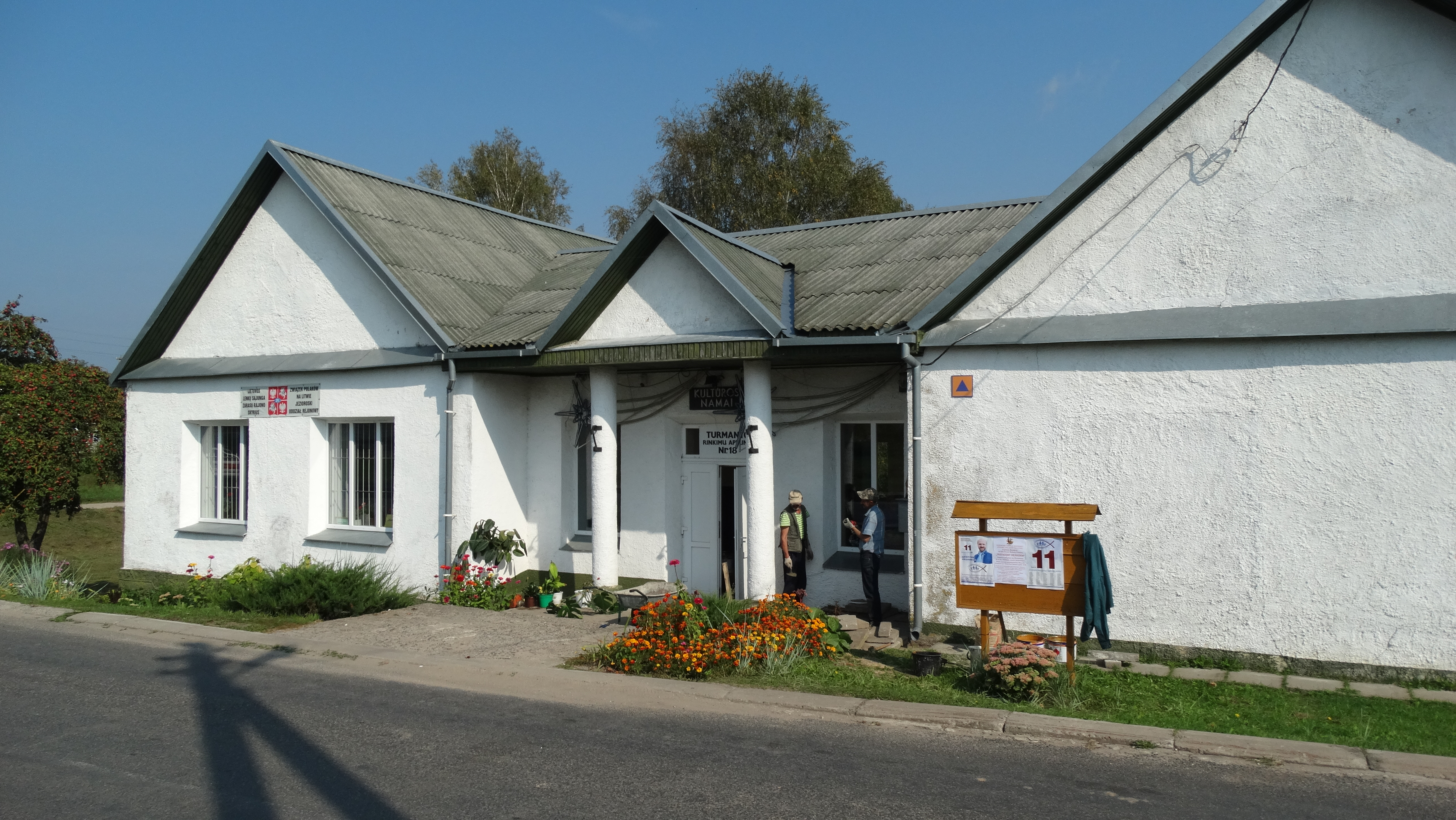
Casa della cultura